# Inundació del riu Groc de 1938
La inundació del riu Groc de 1938 (en xinès:花园口决堤事件, pinyin: huāyuán kǒu juédī shìjiàn) va ser una inundació creada pel govern nacionalista a la Xina central durant la primera etapa de la Segona Guerra Sinojaponesa, en un intent d'aturar el ràpid avanç de les forces japoneses. Se li ha anomenat l'«acte més gran de guerra mediambiental en la història».

## La decisió estratègica i la inundació
Després de l'inici de la Segona Guerra Sinojaponesa el 1937, l'Exèrcit imperial japonès marxava ràpidament cap al cor del territori xinès. El juny de 1938, els japonesos tenien el control de tot el nord de la Xina. El 6 de juny, van capturar a Kaifeng, la capital de Henan, i amenaçaven de fer-se càrrec de Zhengzhou. Zhengzhou era l'encreuament de les ferrocarrils de Pinghan i Longhai, i l'èxit japonès amenaçava directament les essencials ciutats de Wuhan i Xi'an.
Per aturar altres avenços japonesos a la part occidental i sud de la Xina, Chiang Kai-shek, al suggeriment de Chen Guofu, ha decidit obrir els dics en el riu Groc prop de Zhengzhou. El pla original era destruir el dic de Zhaokou, però a causa de dificultats en aquella ubicació, el dic va ser destruït el 5 i 7 de juny a Huayuankou, a la riba sud. Les aigües van inundar Henan, Anhui i Jiangsu. Les inundacions van cobrir i destruir milers de quilòmetres quadrats de terres agrícoles i van desplaçar la desembocadura del riu Groc a centenars de quilòmetres cap al sud. Milers de pobles van quedar inundats o destruïts i diversos milions de camperols van ser expulsats de les seves llars i convertits en refugiats. Una comissió nacionalista del postguerra va estimar que 800.000 van morir ofegats, que pot ser un càlcul conservador.

## Controvèrsia
S'ha qüestionat el valor estratègic de la inundació. Les tropes japoneses estaven fora del seu abast, ja sigui cap al nord i l'est o cap al sud. El seu avanç a Zhengzhou es va aturar, però van prendre Wuhan a l'octubre, d'una direcció diferent. Els japonesos no van ocupar gran part de Henan fins al final de la guerra i la seva permanència a Anhui i Jiangsu es va mantenir feble. La majoria de les ciutats i les línies de transport en les zones que es van inundar ja havien estat capturades pels japonesos; després de la inundació no van poder consolidar el seu control sobre l'àrea, i gran part d'ella es van convertir en zones de guerrilla. El nombre de víctimes a les inundacions segueix en disputa i els pressupostos han estat revisats pel govern xinès i altres investigadors en les dècades després de l'esdeveniment.

## Seqüeles
Els dics van ser reconstruïts el 1946 i 1947 i el riu Groc ha tornat al seu curs d'abans de 1938.